# 舊山線
舊山線，是由臺灣鐵路公司所經營的傳統鐵路線。廣義而言，「臺中線（山線）雙軌工程」中，遭廢止的原有線路皆可稱為「舊山線」；不過在絕大多數語境係指較晚及最晚停用、里程也最長的三義＝后里、后里＝豐原段。本文援用此定義，詳見後述。臺鐵舊山線為18處臺灣世界遺產潛力點之一。

## 定義

### 廣義
廣義的舊山線泛指1998年9月24日「臺中線雙軌工程」（以下簡稱「新山線」）完工後廢止的臺中線（山線）舊線。自竹南至豐原皆為該項工程的改建範圍，不過多為截彎取直工程，改線幅度不大。

### 狹義
一般人大多引用舊山線的狹義定義：單指台中線中段三義＝后里＝豐原間遭廢止的路段。該路段為「新山線」完工後，較晚及最晚一段也是里程最長的廢止區間。台鐵西部幹線海拔最高的車站－勝興一併停用，此外並將泰安車站向西遷至現今的高架站址。此段經多年爭論後，於2010年6月5日起以觀光方式恢復行駛，但之後自2015年起就無定期客運列車行駛至今。

## 路線資料
- 營運管理：臺灣鐵路管理局→臺灣鐵路公司
- 路線長度：三義＝豐原間23.6公里
- 軌距：1067 毫米
- 車站數：5（含起訖車站；2010年6月）
- 全線均為單線鐵路，其中僅167號誌站及勝興車站以及泰安舊站交會。
- 原為全線電氣化，路線停用後已拔除高壓電線並停用所有相關設備。

## 簡史
- 1903年10月7日：苗栗至三叉河（今 三義）間鐵道通車[1]。
- 1903年11月：三叉河以南施工期間的替代線—伯公坑運搬線開工，隔年5月完工。
- 1905年5月：另一條替代線渦狀輕便線完工，與伯公坑運搬線共同擔負山線工程的運輸需求。
- 1908年2月20日：三叉河至後里庄（今后里）間鐵道完工，伯公坑運搬線前1日廢止。
- 1908年4月20日：後里庄至葫蘆墩（今豐原）間鐵道完工，另一條替代輕便線拆除。
- 1935年4月21日：新竹、臺中州大地震，山線遭受地震破壞，山線一直到1938年7月15日才修復完成。當時的泰安(大安)站內尚有一列北上22次普通列車停靠該站，因地震破壞山線，該列車只好就地停放，直到三年後山線修復通車才被拖出修理。
- 1978年10月20日：山線（臺中線）苗栗＝台中段完成電氣化[2]。
- 1990年4月24日：北上30次莒光號列車於造橋＝豐富間的第二代造橋隧道南口，因山崩土石滑動發生撞山重大出軌意外，造成2名司機員喪生。E221報廢
- 1991年11月15日：造橋＝豐富間134號誌站發生1006次自強號與1次莒光號列車邊撞的重大事故，造成30人喪生。相關單位因此決定將造橋＝豐富段改線，並開闢新線及新開鑿豐富隧道（第三代造橋隧道），停用第二代造橋隧道。
- 1997年10月7日：豐原＝后里段雙軌化完成。並在此段完成新舊山線切換後，舊大甲溪橋及九號隧道停用[3]；舊線改為后豐自行車道。
- 1998年9月18日：苗栗＝南勢段切換新線，南勢北號誌站裁撤、苗栗隧道（功維敘）停用。苗栗站南路線高架化並新開鑿苗南隧道。
- 1998年9月23日：三義＝后里間的舊山線在最後列車（29次莒光號）於晚上通過勝興站後切換線路，隔天早上啟用新線。
- 1998年10月11日：山線雙軌化工程通車典禮於苗栗站舉行，並於10月16日進行列車改點，大幅縮短行車時間。
- 2009年2月15日：臺灣鐵路管理局副局長張應輝表示，預定6月辦理舊山線招商，由民間業者經營舊山線復駛。
- 2010年5月25日：舊山線三義至（舊）泰安間試運轉；同年6月5日：舊山線三義至（舊）泰安間復駛，復駛編組為（舊）泰安←CK124 + 14CW8944（煤水車） + TPK32229（TP/TPK32200型客車） + TP32220 + TP32264 + TP32267 + TP32215 + R123→三義。
- 2016年3月1日，配合苗栗縣政府辦理「舊山線跨域亮點整備示範計畫」需要，停用勝興站至泰安站間路線。
- 2016年7月15日：配合臺中市政府之計畫「浪漫台三線」，將舊山線納入重新計畫復駛。
- 2021年8月11日：苗栗縣三義鄉公所向台鐵購買三輛已退役之復興號車廂，欲放置於龍騰斷橋附近展示，於是當晚台鐵使用中工001-002電搖車將三輛車廂經由舊山線拉至勝興車站。這是七年以來首次有列車再度行駛於舊山線。

地方特殊景觀與文化資產遺跡
- 三義車站[註 1]
- 一號隧道
- 勝興車站（縣定古蹟/文化景觀）
- 台灣鐵路西部幹線最高點紀念碑
- 167公里號誌站
- 二號隧道[註 2]
- 故線路工夫組頭加藤勝三郎夫妻表彰碑
- 第一代魚藤坪橋（縣定古蹟）
- 第二代魚藤坪鐵橋（縣定古蹟）[註 3]
- 三號、四號、五號、六號連續隧道群[註 4]
- 內社川鐵橋（縣定古蹟）
- 七號隧道[註 5]
- 大安溪鐵橋（縣定古蹟）
- 泰安車站（市定古蹟）
- 臺中線震災復興紀念碑
- 八號隧道
- 九號隧道
- 大甲溪鐵橋（歷史建築）

## 圖片集

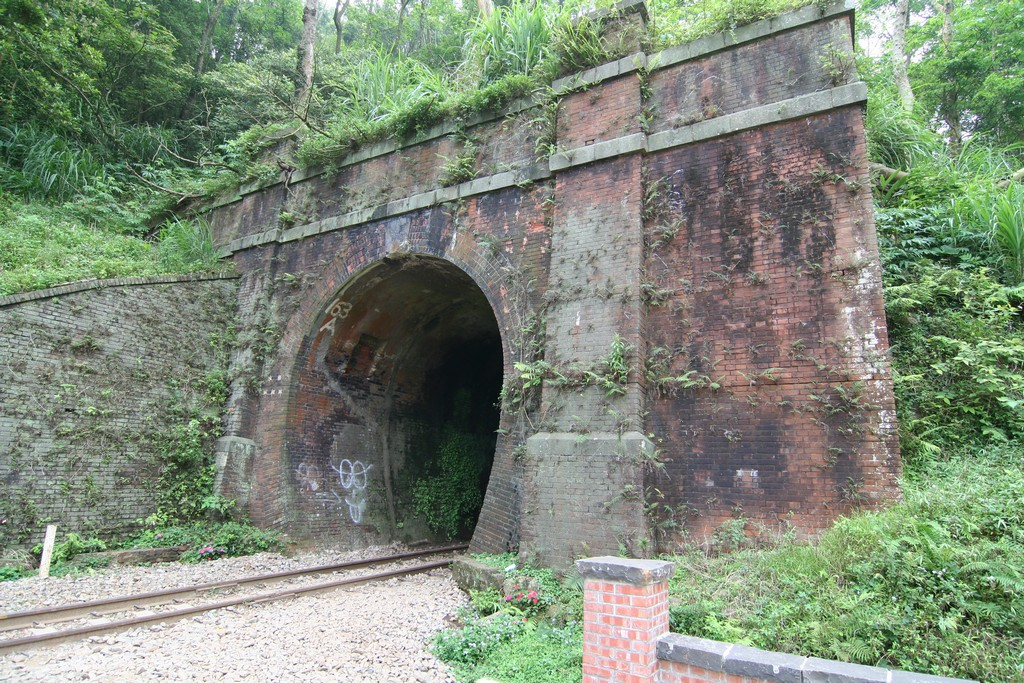
舊山線一號隧道北口
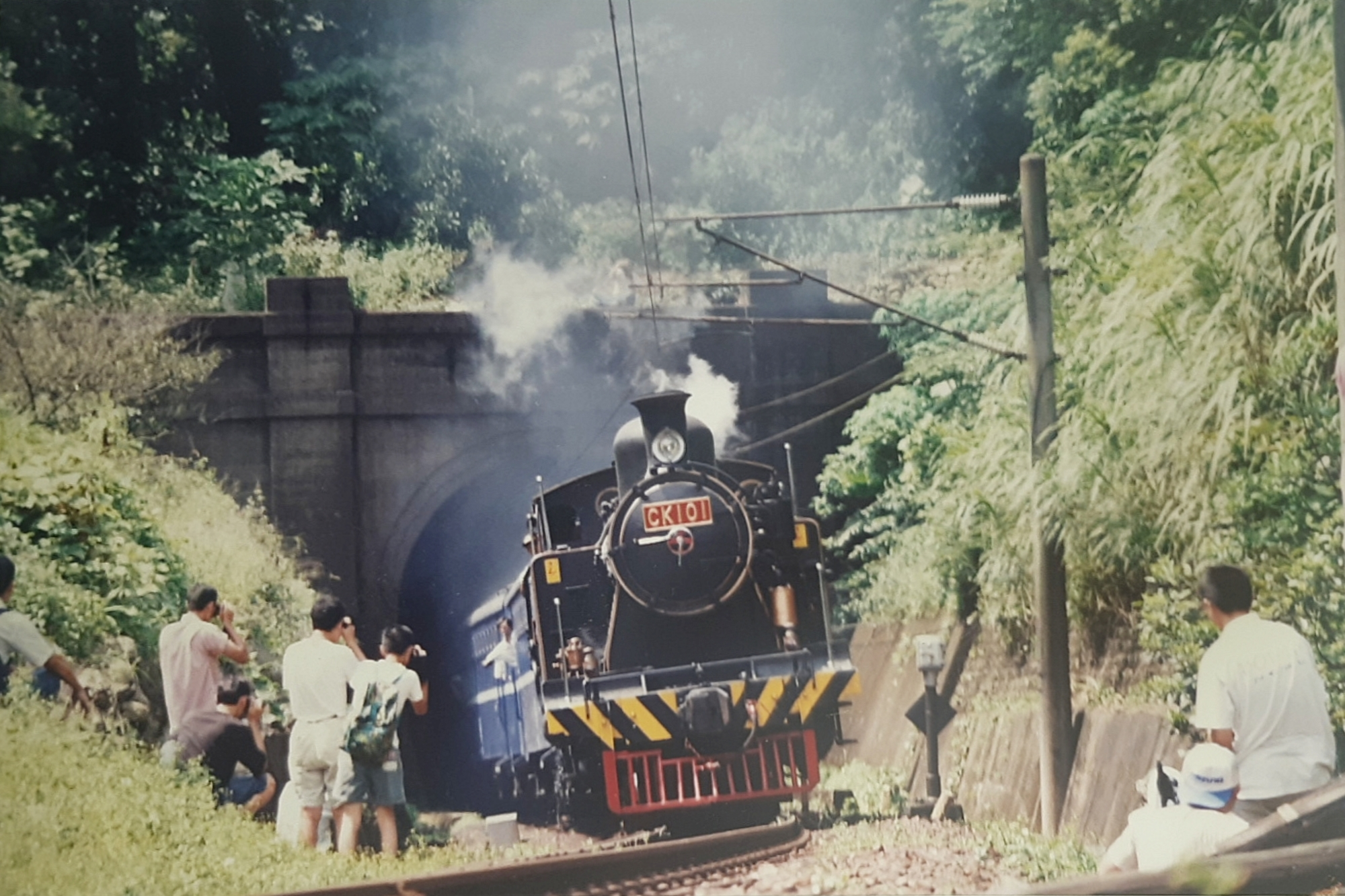
1998年，於環島行程中行經舊山線的CK101號蒸汽機車
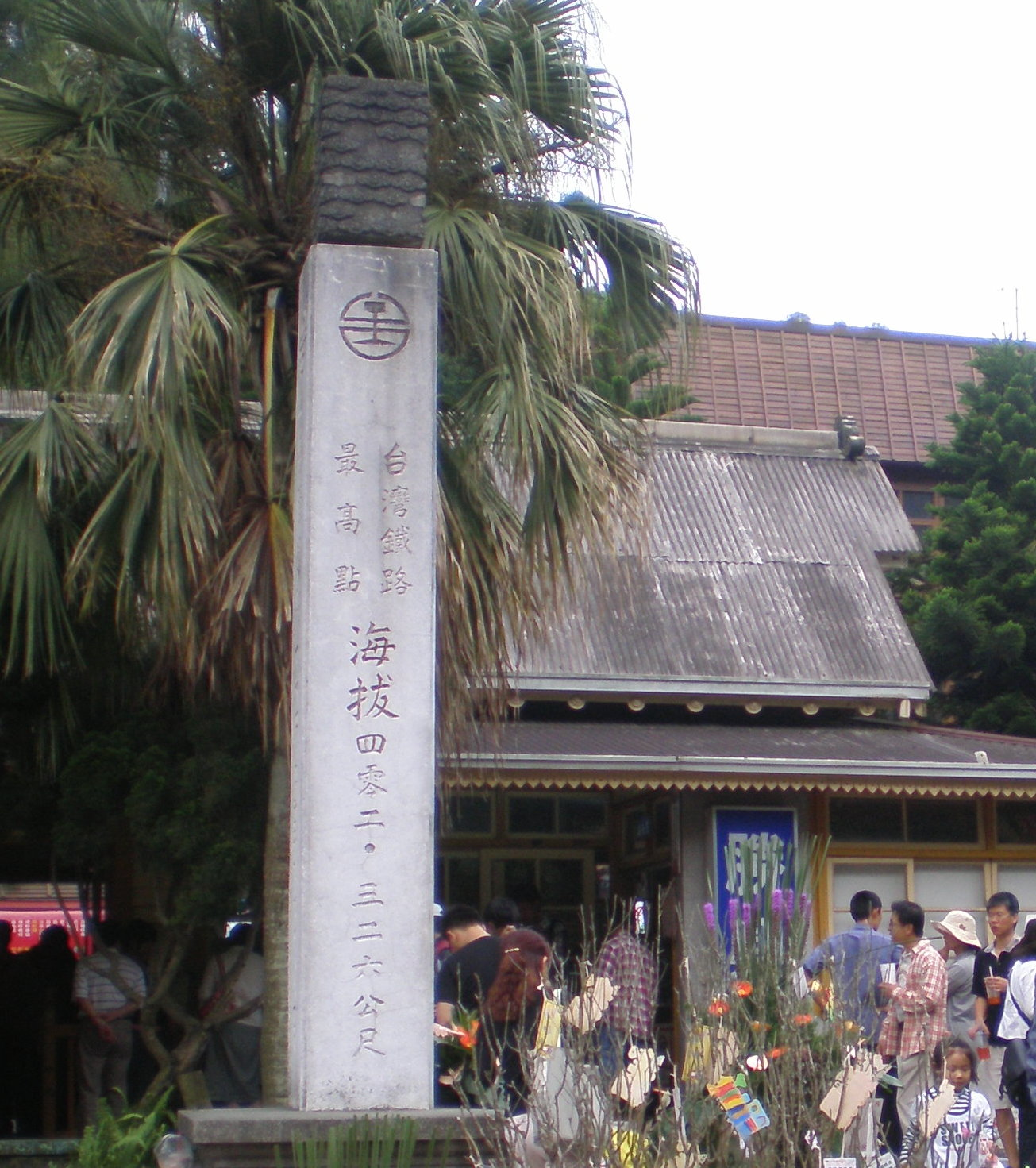
勝興車站的「台灣鐵路最高點」紀念碑
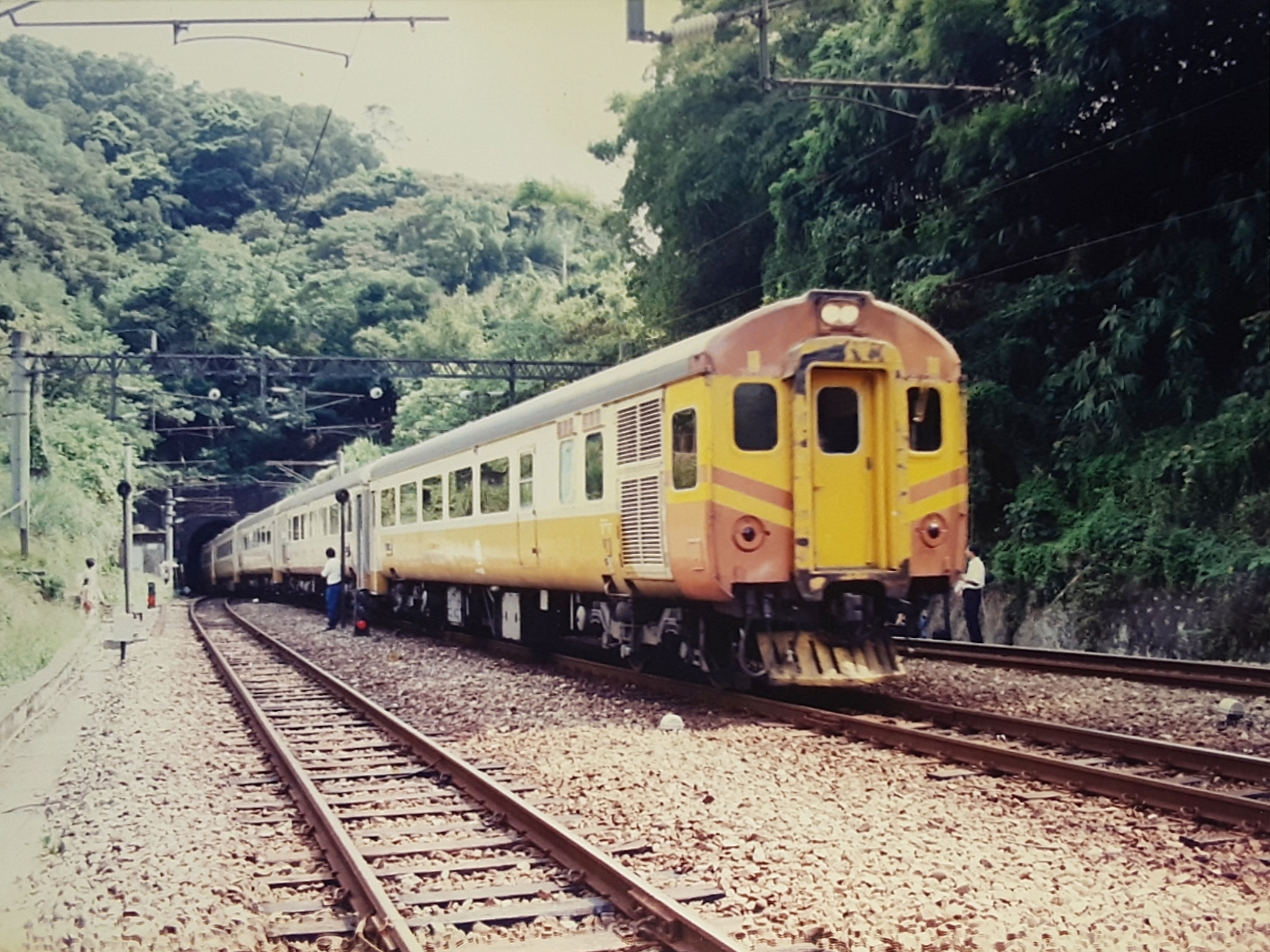
奮力爬上勝興車站的EMU100型電聯車
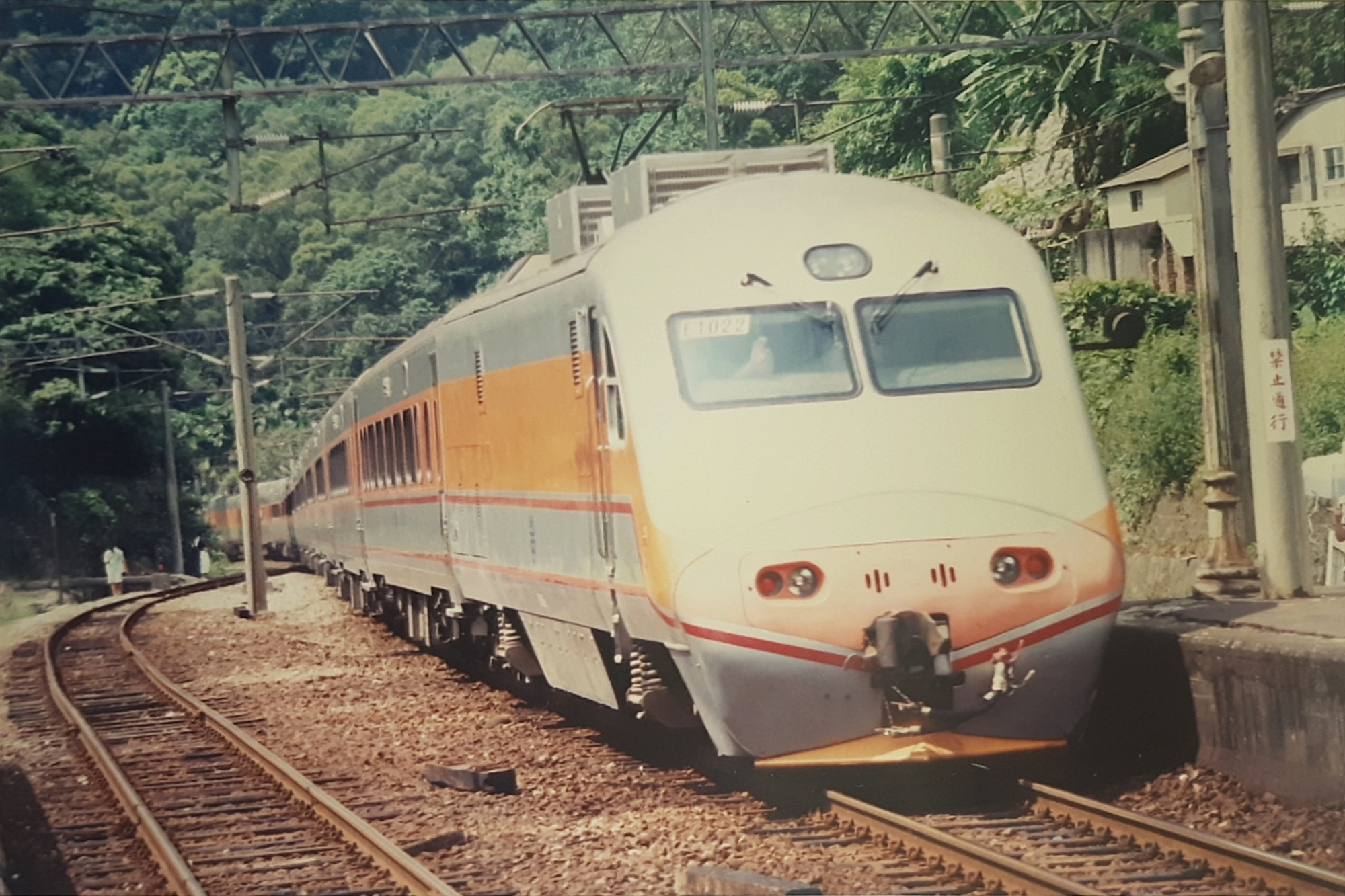
通過勝興車站的推拉式自強號
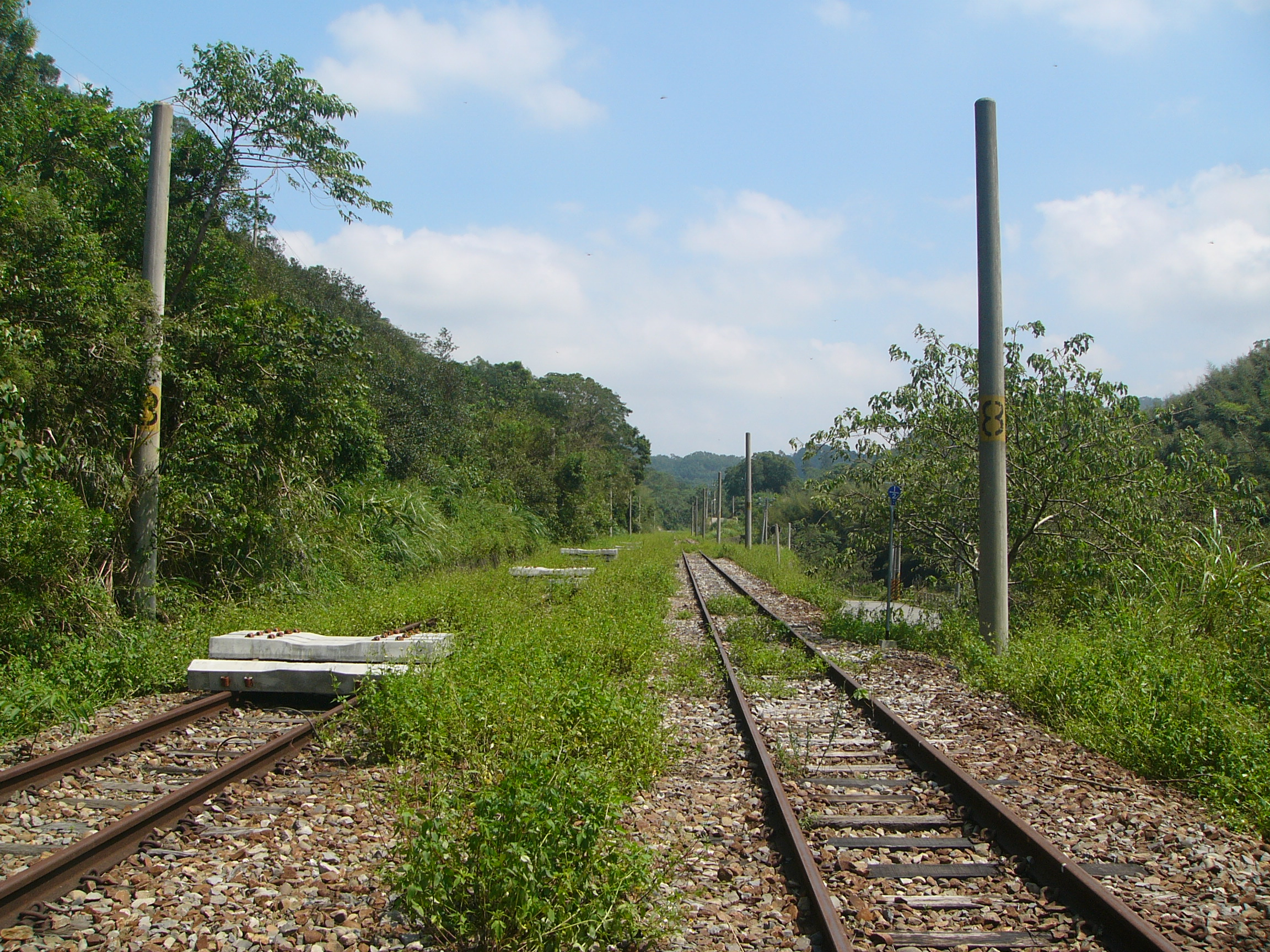
167公里號誌站
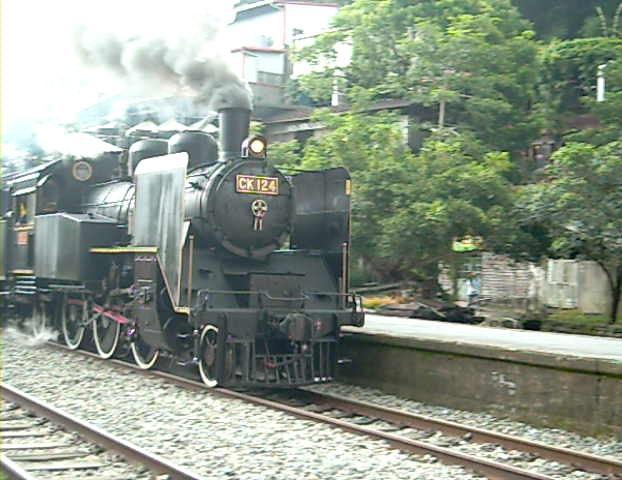
CK124號蒸汽機車（2012年舊山線勝興車站郵輪式列車）
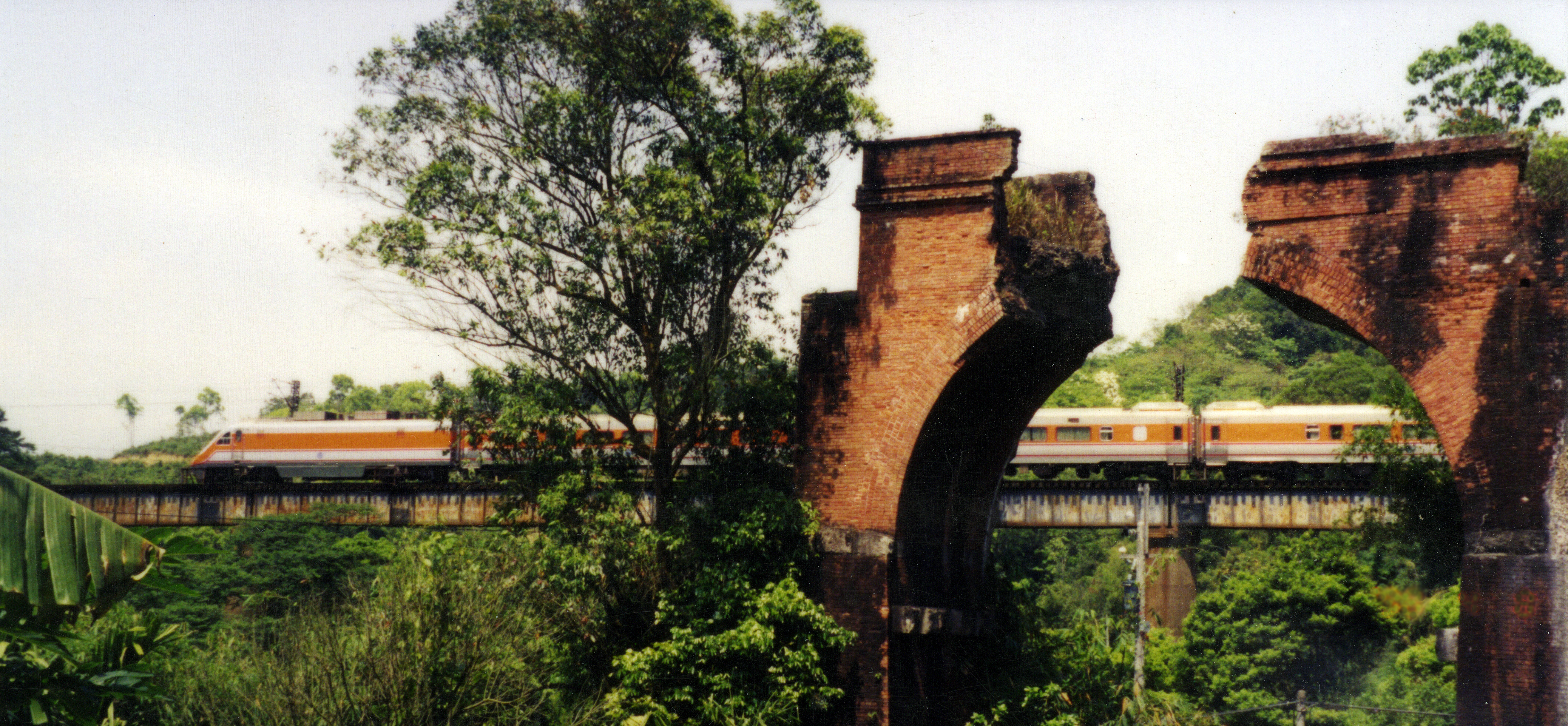
通過魚藤坪鐵橋的推拉式自強號
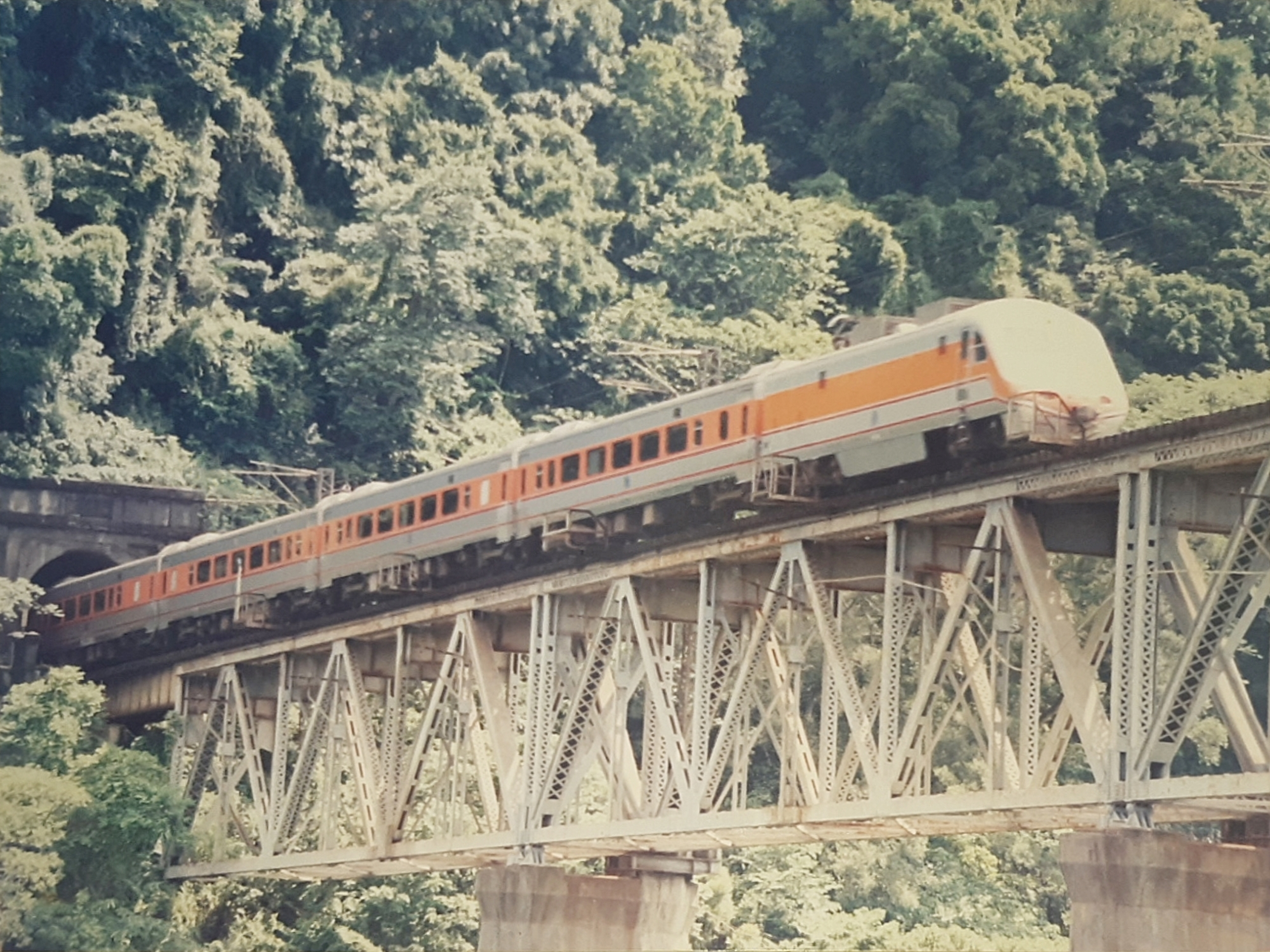
行經鯉魚潭鐵橋的推拉式自強號
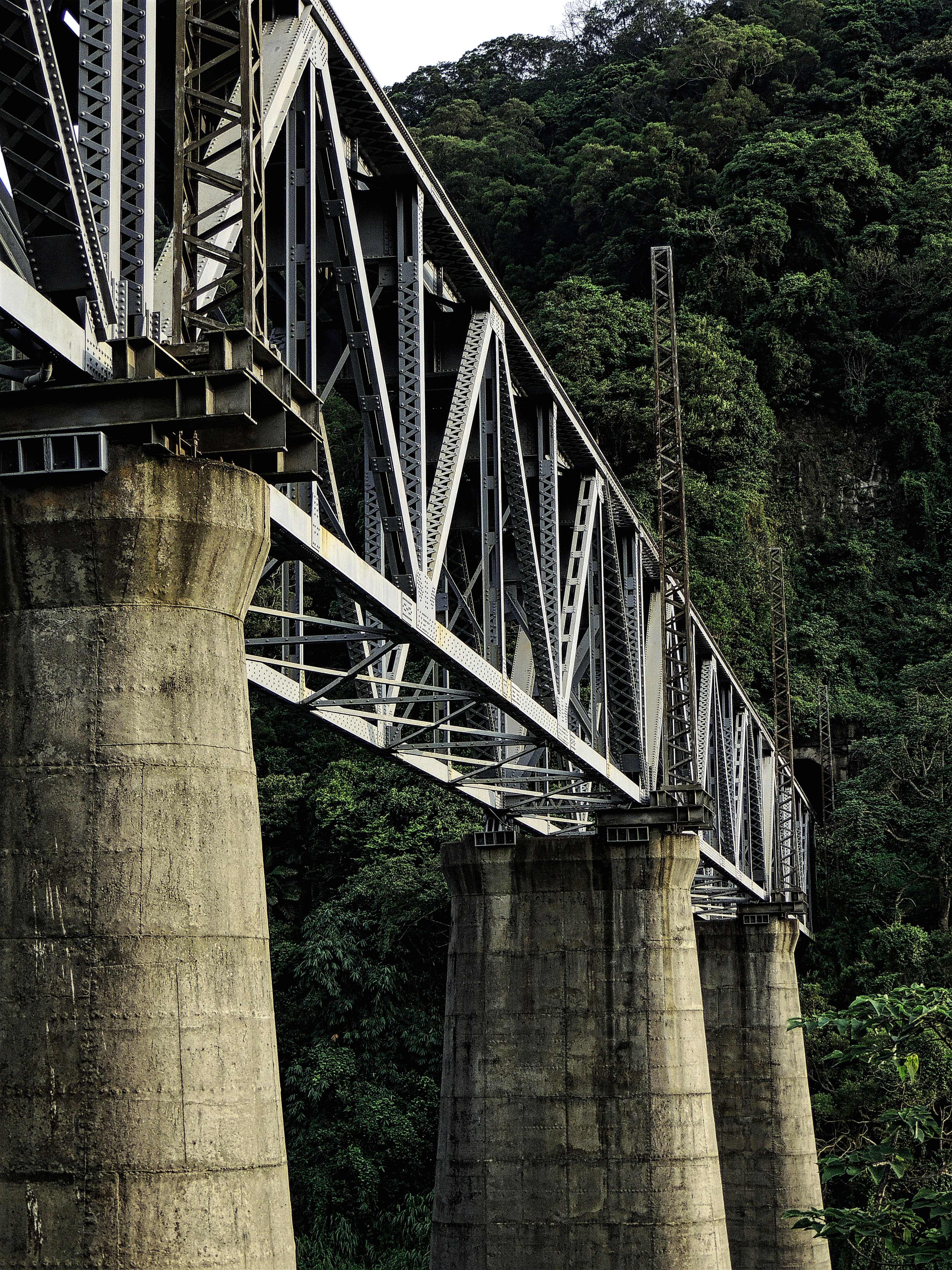
鯉魚潭鐵橋
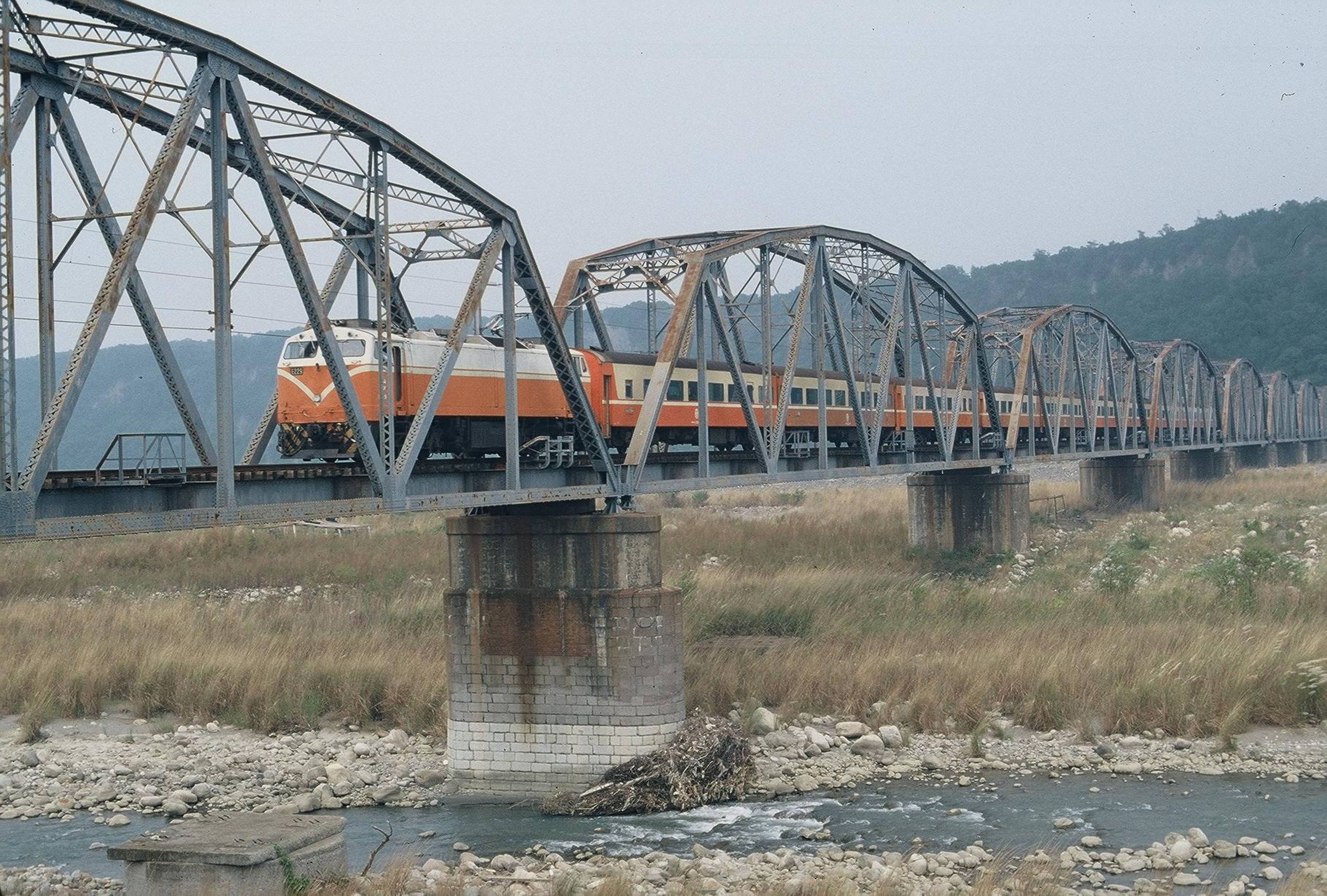
大安溪鐵橋
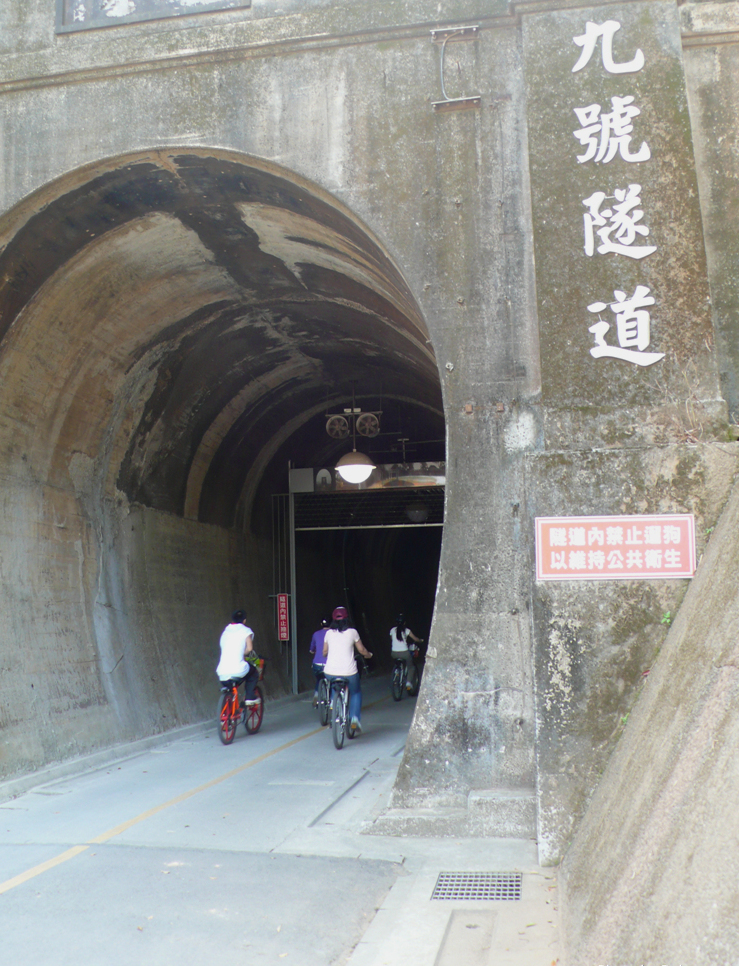
九號隧道

## 車站一覽
| 車站名稱          | 車站名稱              | 營業里程 （三義起） | 續接／交會路線 | 備註 | 所在地   | 所在地 |
| 中文 （國音電碼） | 英譯                  | 營業里程 （三義起） | 續接／交會路線 | 備註 | 所在地   | 所在地 |
| ----------------- | --------------------- | ------------------- | -------------- | --- | -------- | ------ |
| 三義 （ㄢㄧ）     | Sanyi                 | 0.0                 |                | 與新山線的北端分歧點 | 苗 栗 縣 | 三義鄉 |
| 勝興 （ㄕㄥㄒ）   | Shengxing             | 5.0                 |                | 臺鐵局除去代管的阿里山林鐵，海拔最高的車站，標高402.326公尺，現臺鐵縱貫線的海拔最高點位於桃園市楊梅區埔心里（73.1K處），標高181公尺。也就是埔心車站前臺1線的海拔最高點位於桃園市楊梅區埔心（43.5K處） | 苗 栗 縣 | 三義鄉 |
| 167公里號誌       | 167 Kiilometer Signal | 8.0                 |                | 號誌站，已廢止。 | 苗 栗 縣 | 三義鄉 |
| 魚藤坪            | Yutengping            | 8.3                 |                | 觀光化後新設之簡易車站，僅有月台。位於167號誌站南端，目前已拆除。 | 苗 栗 縣 | 三義鄉 |
| 泰安 （ㄊㄞㄢ）   | Tai'an                | 13.6                |                | 改線前的舊站，距新站直線約1公里 | 台 中 市 | 后里區 |
| 里 （ㄏㄌ）       | Houli                 | 15.9                |                | 與新山線的南北段分岔點 | 台 中 市 | 后里區 |
| 原 （ㄈㄥ）       | Fengyuan              | 23.6                |                | 與新山線的南端分歧點 | 台 中 市 | 豐原區 |

## 保存情況
- 由於舊山線上保有勝興站與龍騰斷橋等史蹟，以及縱貫線最陡斜坡「十六份坡」等諸多特色，此段路線停用後反而吸引許多遊客前往遊覽觀光。之前曾出現將原路線改建為輕軌路線的提議，後來經過相關單位評估，於路線停用六年後納入行政院「環島觀光鐵路計畫」推動復駛，成為新的觀光客運支線。
- 后里站以南的舊山線開闢為「后豐鐵馬道」，出租腳踏車給遊客，可騎到大甲溪鐵橋以及東勢線廢止後開闢的東豐自行車綠廊。

## 復駛計畫

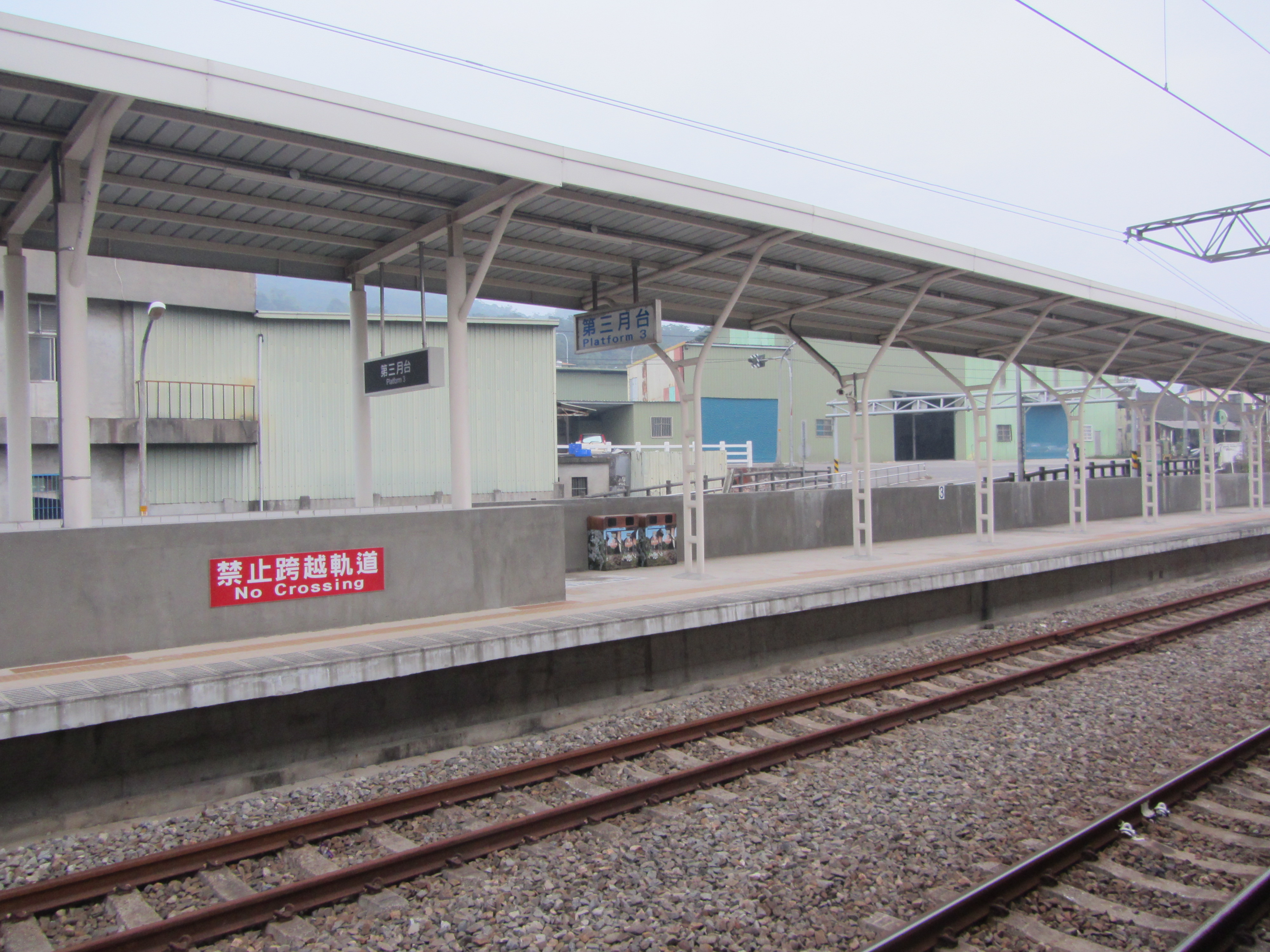
舊山線列車專用的三義車站第三月台。

近年來，台鐵舊山線沿線陸續成為觀光景點，地方政府及民眾要求復駛的聲音愈來愈高。台鐵經過幾年的籌措，終於修復台鐵舊山線軌道。2010年6月5日，舊山線在三義和新山線銜接復駛。
因土地取得問題，舊山線復駛目前將僅於三義至泰安站間，泰安至后里站因路線自停駛後被拆除故暫不復駛（列入第二階段復駛目標）。
2010年10月13日台鐵在網路上公告舊山線的委外經營（ROT）案。
舊山線於2011年暑假期間，2011年10月15日至2011年12月31日行駛。
2019年7月29日，中華民國交通部部長林佳龍、立法委員洪慈庸等人視察台中市后里舊泰安火車站，林佳龍表示，舊山線復駛計畫將全長十五．九公里的三義至后里段沿線設施進行修復，定位為觀光遊憩路線，並以多元運具行駛為主要方案。

## 外部連結
- （繁體中文） 記憶苗栗舊山線
- （繁體中文） 鐵路山線竹南至豐原間改線與雙軌工程 （页面存档备份，存于）
- （繁體中文） 台鐵舊山線復駛 催生小城故事館
- 舊山線鐵道自行車 （页面存档备份，存于）
- 交通部鐵道局 （页面存档备份，存于）
- 交通部臺灣鐵路管理局 （页面存档备份，存于）
- 舊山線鐵道自行車苗栗文化觀光旅遊網 （页面存档备份，存于）
- 苗栗縣舊山線鐵道自行車的Facebook專頁